# 252 Clementina
Clementina (asteroide 252) é um asteroide da cintura principal com um diâmetro de 69,29 quilómetros, a 2,9241263 UA. Possui uma excentricidade de 0,0747088 e um período orbital de 2 051,96 dias (5,62 anos).
Clementina tem uma velocidade orbital média de 16,75459378 km/s e uma inclinação de 10,0624º.
Esse asteroide foi descoberto em 11 de Outubro de 1885 por Joseph Perrotin.